# 보편적 건강보장
보편적 건강보장(普遍的健康保障, 영어: universal health care, universal health coverage, universal coverage, universal care)은 모든 사람들이 재정적 어려움 없이 양질의 필수 건강 서비스를 받을 수 있도록 보장하고자 하는 개념이다.

## 같이 보기
- 건강권
- 국제 보건
- 지구 보건
- 건강 보험
- 보건경제학
- 지속가능한 발전 목표